# Борош, Петер
Пе́тер Бо́рош (венг. Boross Péter, род. 27 августа 1928, Надьбайом, медье Шомодь, Венгрия) — венгерский государственный и политический деятель. Член партии Венгерский демократический форум (ВДФ).
Окончил юридический факультет Будапештского университета. Участвовал в восстании 1956 года. В конце 80-х начал деятельность в оппозиционном ВДФ. Министр внутренних дел Венгрии в правительстве Йожефа Антала (1990—93). После смерти Антала 12 декабря 1993 года возглавил правительство страны. В следующем году под его руководством правящая коалиция проиграла парламентские выборы, и 15 июля 1994 года правительство Бороша было вынуждено подать в отставку, уступив место социалистам.
Позже Борош являлся политическим советником премьер-министра Венгрии Виктора Орбана. В 2010 году вышел из ВДФ из-за разногласий по вопросам партийной политики. По поручению Орбана участвовал в разработке новой конституции, вступившей в действие с 1 января 2012 года.